# Batiscan (Quebec)
Batiscan es un municipio canadiense situado en la provincia de Quebec.

## Superficie
Batiscan tiene una superficie de 43,25 km².

## Demografía
En 2021, tenía 958 habitantes, una densidad poblacional de 22,2 hab./km², y 545 viviendas.